# 1749 Telamon
Az 1749 Telamon (ideiglenes jelöléssel 1949 SB) egy kisbolygó a Naprendszerben. Karl Wilhelm Reinmuth fedezte fel 1949. szeptember 23-án, Heidelbergben. A Jupiter pályáján keringő Trójai csoport tagja.